# 切波雷县
切波雷县，又译芝博雷县、泽波里县、浙波里县、章柏利县，是柬埔寨桔井省下辖的一个县。
2018年5月，该县发生村民中毒事件，截止5月5日，已导致6人丧生，另有52人在医院接受治疗。